# Gipsy Love
Gipsy Love war eine österreichische Rockband, die 1971 gegründet wurde, sich aber bereits zwei Jahre später, aufgrund des Ausstiegs von Karl Ratzer, wieder auflöste.

## Geschichte
Gipsy Love wurden 1971 von Karl Ratzer, Kurt Hauenstein, Peter Wolf, Jano Stojka und George Dogette gegründet. Noch im selben Jahr nahm die Band ihr Debütalbum auf, auf dem auch Richard Schönherz als Gastmusiker an den Keyboards zu hören ist.
1972 wurde Kurt Hauenstein von Harri Stojka am Bass ersetzt. Für beide, wie auch für Peter Wolf, war die Band der Ausgangspunkt ihrer späteren, äußerst erfolgreichen Karrieren.
Wie schon Karl Ratzers früheren Bands wird auch, und vor allem, Gispy Love ein enormer Einfluss auf die österreichische Musikszene attestiert, nämlich aufgrund des Einflusses, den die Band auf die Karrieren der beteiligten Musiker hatte, aber auch wegen der musikalischen Qualitäten der Band. So sollen Gipsy Love laut Ludwig Adam zu ihrer Zeit sogar eine der musikalisch besten Bands überhaupt gewesen sein.
1973 ging Karl Ratzer nach Amerika. Peter Wolf versuchte zwar noch, die Band weiterzuführen, aber ein halbes Jahr später lösten sich Gispy Love nach nur zwei Alben auf.

## Diskografie

### Alben
- 1971: Gipsy Love
- 1972: Here We Come

### Singles
- 1971: Just a Little Love (c/w Let Me Come Over)
- 1973: El Bayon (c/w The Fortune Tellers)